# 巴尔·甘格达尔·提拉克

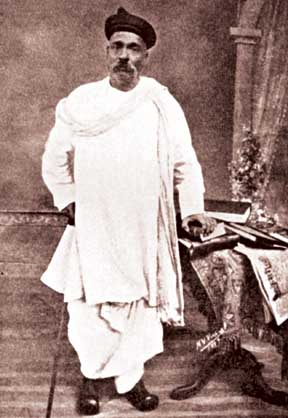
巴尔·甘格达尔·提拉克

巴尔·甘格达尔·提拉克（1856年7月23日—1920年8月1日），印度国大党早期领袖之一。
主张通过暴力革命推翻英国殖民统治，实现印度独立。但回避农民土地要求，强调印度教传统，维护种姓制度。1908年，提拉克被英国殖民政府判刑入狱。孟买工人以总罢工抗议。提拉克接受印度自治的主张。